# Rytigynia longipedicellata
Rytigynia longipedicellata är en måreväxtart som beskrevs av Bernard Verdcourt. Rytigynia longipedicellata ingår i släktet Rytigynia och familjen måreväxter. IUCN kategoriserar arten globalt som starkt hotad.
Artens utbredningsområde är Tanzania. Inga underarter finns listade i Catalogue of Life.